# ボブ・レナルドゥッツィ
ロベルト・イタロ・レネルドゥッツィ（Robert Italo Lenarduzzi、1955年5月1日 - ）は、カナダの元サッカー選手、サッカー指導者。元カナダ代表選手、カナダ代表監督。カナダサッカー殿堂、アメリカサッカー殿堂。選手時代のポジションはDF。
現在はバンクーバー・ホワイトキャップスの会長をしている。

## クラブ歴
レディングFCで15歳で選手となった。その後、バンクーバー・ホワイトキャップスに創設シーズンから参加し、1976年までは夏はバンクーバー、冬はレディングという生活を送っていた。その後バンクーバー・ホワイトキャップスのみとなったが、ロサンゼルス・アステカスでインドアサッカーも行った時期もあった。1984年にリーグが解散、同リーグ最多出場記録の312を保有する事となった。また、その11年で11のポジション全てを経験し、1978年にはリーグの北米選手最優秀選手賞を受賞した。1984年にタコマ・スターズに移籍。1986年に再結成されたバンクーバー・ホワイトキャップスに加入し1年所属した。

## 代表歴
カナダ代表として47試合に出場経験がある。また、ロサンゼルスオリンピックや1986 FIFAワールドカップに出場した。

## 監督歴
1987年にプロ選手を引退し、選手兼任監督としてバンクーバー・ホワイトキャップスで指導者となった。1988年9月に監督業一本に絞り5シーズン指揮を執り、1988年から1991年まで連覇した。1988年6月6日から1989年8月8日までは46試合無敗という記録を打ち立て、96勝28分24敗の成績を残した。
1993年にカナダ代表監督に就任。1994 FIFAワールドカップ出場に近付いたものの、メキシコ代表に敗れてプレーオフ、プレーオフでオーストラリア代表にPK戦で敗北し出場権を逃した（なお、オーストラリア代表も続くプレーオフでアルゼンチン代表に敗れて出場権を逃した）。
1998 FIFAワールドカップ予選では上位3チームに残れず敗退、1997年に辞任した。

## タイトル
2001年にカナダサッカー殿堂入りした。2005年にブリティッシュコロンビア勲章を受章。
2003年にアメリカサッカー殿堂にも入った。